# Gabriela Moga Lazăr
Gabriela Moga Lazăr (n. 7 noiembrie 1926, Vișinelu, România – d. 28 decembrie 2012, Paris, Franța) a fost o artistă română specializată în arta tapiseriei, având o carieră ce se întinde pe parcursul a treizeci și cinci de ani.

## Biografie
Gabriela Moga Lazăr a urmat școala primară la Vișinelu, după care a continuat studiile la Cluj devenind profesoară de lucru de mână cu specializare în domeniul tapiseriei. Mai târziu, s-a mutat la Iași, vechea capitală a Moldovei unde a lucrat în învățământ.
Munca sa de profesor în domeniul tapiseriei și colaborarea cu Emilia Pavel, etnografă la Muzeul Etnografic al Moldovei, au condus-o să creeze opere care fac legătura între arta modernă și arta populară. Profesoară la Liceul Pedagogic „Vasile Lupu” și la Școala Populară de Artă, ea a format multe generații de tineri, învățându-i să aprecieze adevăratele valori ale artei populare românești.
Gabriela Moga Lazăr a avut peste 50 de expoziții personale și colective în Franța și în România iar activitatea sa profesională și artistică a fost recunoscută prin obținerea mai multor premii, precum și prin critici elogioase apărute în reviste.
Operele ei au fost reproduse în mai multe cărți de artă: «Nature Art Today», «Portrait Art Today»,  «La Gazette des Arts», «Le contre-annuaire», «La Bible de l’Art Singulier», «Mémoire d’artistes»  și în cataloage de expoziții: «Salon d’automne de Paris», «Salon des Artistes Indépendants – Grand Palais Paris», «La Triennale de Paris», revista si calendarul ARTEC și altele.
În august 2017 a fost dezvelit bustul artistei la Vișinelu, satul natal al artistei. Cu această ocazie, s-a dat Căminului Cultural din Vișinelu numele Gabriela Moga Lazăr. De asemena, în septembrie 2018, o colecție de 44 de tapiserii ale artistei au intrat în Patrimoniul Muzeului Municipal din Iași.

## Premii, distincții
În 2010, Gabriela Moga Lazăr a primit «Distincția de onoare» care recompensează activitatea ei didactică. Aceasta a obținut și medalia «Mérite et Dévouement Français», ca o recunoaștere a aportului artistei la cultura franceză prin crearea tapiseriilor: «Balzac» și «Victor Hugo».
Criticii de artă despre creația artistei
„De ce aceste lucrări îmi atrag atenția ? Pentru că ne găsim la o încrucișare de drumuri. Simplicitatea culorilor și a tehnicii se  amesteca cu o măiestrie indiscutabilă subliniată de asocierea paradoxală „delicioasă” cu o tehnică veche care aduce modernitatea pe o tavă de argint.” (Raphaël Jodeau, Revista Sauvons l’art, septembrie 2013)

„Tapiseriile sale cu motive intemporale sunt impregnate de o puternică modernitate. Maniera sa de lucru a condus la crearea unei bogate colecții de opere țesute în plan vertical care alternează golul cu plinul făcând să reiasă teme și semne ancestrale din cultura tradițională, dar adăugându-le o privire contemporană, mergând la esențial, punând în evidență esențele și forțele  purtate în ele de mii de ani.” (Bernard Lalanne, Revista Arta contemporană, aprilie 2013)
„Tapiseriile Gabrielei Moga Lazăr reprezintă o etapă nouă de creație în evoluția și dezvoltarea artei populare românești. Plecând de la lăicerele și scoarțele moldovenești, care sunt valori de patrimoniu cultural național,  Gabriela Moga Lazăr creează valori de arta autentică care aduc în contemporaneitate tradiția multimilenară a artei   românești.” (Emilia Pavel, Sesiune de comunicări științifice – Tapiserii românești peste hotare, 6 octombrie 2004)
„Stăpânind un limbaj aparte și pe deplin constituit, tapiseriile Gabrielei Moga Lazăr au tangențe vizibile cu o artă vecină – pictura, întâlnind aceeași aspirație spre claritate, echilibru în compoziție, măsură și ritm – dar mai presus de toate preocuparea vizibiăl de a armoniza culorile...” (Gheorghe Macarie, profesor și critic de artă, Revista Crai Nou, 1999)

## Lucrări publicate
- Tapiserie românească, Iași - România: Editura Institutul European Iasi, 2005. ISBN 973-611-371-X
- Elemente de metodică, București - România: Editura Litera, 2002. ISBN 973-8364-04-3
- Flori peste timpuri, București - România: Editura Litera, 1988.